# Теодор Адорно (награда)
Международната културна награда „Теодор Адорно“ (на немски: Theodor-W.-Adorno-Preis) на град Франкфурт на Майн се присъжда след 1977 г. като признание за изтъкнати постижения в областта на философията, музиката, театъра и киното.
Наградата е учредена в памет на Теодор Адорно, който в продължение на 20 години, до самата си смърт през 1969 г., преподава в Университета „Йохан Волфганг Гьоте“ във Франкфурт на Майн.
Отличието се присъжда на всеки три години на рождения ден на философа, 11 септември, в църквата „Св. Павел“ (Paulskirche).
Наградата Теодор Адорно се състои от художествено оформена грамота и парична премия от 50 000 €.
Възможно е отличието да бъде поделено.

## Носители на наградата
- 1977: Норберт Елиас
- 1980: Юрген Хабермас
- 1983: Гюнтер Андерс
- 1986: Михаел Гилен
- 1989: Лео Льовенщайн
- 1992: Пиер Булез
- 1995: Жан-Люк Годар
- 1998: Зигмунт Бауман
- 2001: Жак Дерида
- 2003: Дьорд Лигети
- 2006: Албрехт Велмер
- 2009: Александер Клуге
- 2012: Джудит Бътлър
- 2015: Жорж Диди-Юберман
- 2018: Маргарете фон Трота
- 2021: Клаус Тевелайт
- 2024: Сейла Бенхабиб